# Sancho de Londoño
Sancho de Londoño (ur. 1515 w Hormilli, zm. 30 maja 1569 w Amby-Maastricht) – hiszpański uczony i pisarz, uczestnik wielu kampanii wojskowych.

## Życiorys

### Pochodzenie
Był najstarszym synem Antonia de Londoño i Any Martinez de Ariz. Miał kilku braci oraz co najmniej jedną siostrę. Jego dziadek ze strony ojca, Juan de Londoño y Rojas, był żonaty z Ines de Porras, córką pana na Agoncillo. Prawdopodobnie urodził się w Hormilli w 1515 r. Studiował sztuki piękne w Alcalá de Henares, biegle posługiwał się łaciną, dobrze stosował działania matematyczne. Nie ożenił się i nie miał dzieci, część spadku pozostawił rodzeństwu.

### Służba wojskowa
Do służby wojskowej wstąpił w 1542 r. jako piquero pod dowództwem Ferdynanda Álvareza de Toledo, trzeciego księcia Alby, i został przydzielony do wzmocnienia hiszpańskiej granicy z Francją w związku z ekspansjonistyczną polityką Franciszka I.
W 1544 r. Londoño przeniósł się z Asti do Metz, aby wziąć udział w kampanii przeciwko Francji. Następnie walczył z wojskami cesarza Karola V przeciwko wojskom związku szmalkaldzkiego, prawdopodobnie biorąc udział w bitwie pod Mühlbergiem w 1547 r. W następnym roku został mianowany porucznikiem kawalerii.
W 1552 r. brał udział w nieudanym oblężeniu Metzu (Francja) jako kapitan piechoty, a w 1553 r. w oblężeniu Montalcino (Włochy). W 1554 r. wstąpił do Zakonu Santiago, a od wiosny tego roku przebywał ponownie w Hormilli. W 1555 r. został wysłany do Niderlandów Hiszpańskich wraz z księciem Alby, rok później przybył do Neapolu.
W 1558 r. został mianowany mistrzem polowym Tercio Viejo de Lombardía w Mediolanie, pod dowództwem Gonzalo Fernándeza de Cordoba, księcia Sessa, a od 1564 r. Gabriela de la Cueva, gubernatorów, w latach 1559–1564 był gubernatorem prepozytury Asti we włoskim Piemoncie. Tarcia z drugim księciem Alburquerque doprowadziły do tego, że poprosił o emeryturę, która nie została mu przyznana. W latach 1564 i 1565, podjął się misji dyplomatycznej w Szwajcarii aby zabezpieczyć drogę hiszpańską łączącą Włochy z Niemcami i Niderlandami, co mu się nie udało.
Na początku 1565 r. powrócił do Asti, a pod koniec maja otrzymał rozkaz przygotowania się do udzielania pomocy Malcie (wraz z Gonzalo de Bracamonte), atakowanej przez Turków. W marcu 1566 r. był już w Barcelonie, organizując zaokrętowanie dziesięciu kompanii. Wkrótce potem wrócił na Maltę, aby wzmacniać obronę wyspy.
W czerwcu 1567 r. wyruszył wraz z tercios lombardzkim do Niderlandów, gdzie książę Alba dowodził armią hiszpańską w ramach przygotowań do wojny flandryjskiej. Brał udział w bitwie pod Nijmegen, a następnie został wysłany do Lier. W kwietniu 1568 r., już chory, wziął udział w bitwie pod Dalen.

### Śmierć i pochówek
Zmarł w Amby (wówczas wieś, obecnie przedmieście Maastricht) pod koniec maja 1569 r. po kilkumiesięcznej chorobie. Został pochowany w bazylice św. Serwacego w Maastricht.

### Twórczość
- Discurso sobre la forma de reducir la disciplina a mejor y Antiguo estado, czyli Rozważania o sposobie przywrócenia dyscypliny wojskowej do jej klasycznej i doskonalszej postaci (I wydanie 1589 r.)[10]
- Libro del arte militar (wydane pośmiertnie w Walencji w 1596 r.)
- Laberinto de las cosas de España, czyli Labirynt rzeczy hiszpańskich
- Soliloquios del estado de la monarquía, czyli Rozmyślania na temat stanu monarchii